# Donauklinik Neu-Ulm

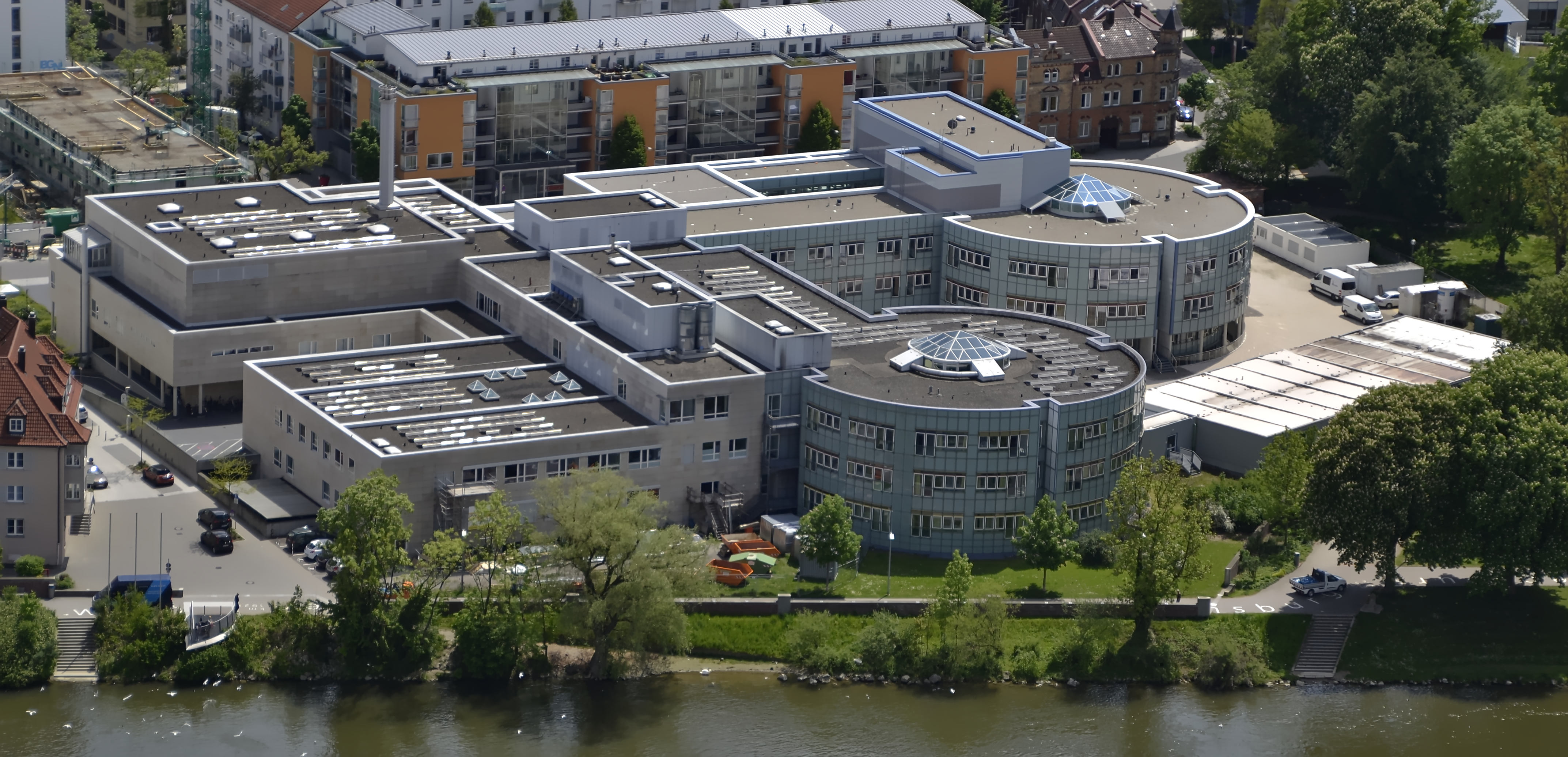
Die Donauklinik am Neu-Ulmer Donauufer

Die Donauklinik Neu-Ulm (bis 1998: Städtisches Krankenhaus Neu-Ulm) ist ein Krankenhaus der Grund- und Regelversorgung in der bayerischen Großen Kreisstadt Neu-Ulm. Das Haus verfügt heute (Stand: nach der letzten Erweiterung 2014) über 170 Betten in neun Klinik-eigenen medizinischen Hauptabteilungen und belegärztlichen Abteilungen. Im Jahre 2016 wurden in der Klinik rund 11.193 stationäre Patienten und rund 19.078 ambulante Patienten behandelt.
Seit 2005 sind alle drei Kliniken des Landkreises Neu-Ulm (die Donauklinik Neu-Ulm, die Stiftungsklinik Weißenhorn und die Illertalklinik Illertissen) in einem Klinikverbund zusammengeschlossen. Gemeinsamer Träger ist die Kreisspitalstiftung Weißenhorn, eine kreiskommunale Stiftung des öffentlichen Rechts unter der Aufsicht des Landkreises. Die Leitung der Kliniken der Kreisspitalstiftung Weißenhorn obliegt dem Stiftungsdirektor Marc Engelhard sowie dem medizinischen Direktor Andreas Keller.
Das Klinikgebäude befindet sich in der Krankenhausstraße 11 in der Neu-Ulmer Innenstadt, unmittelbar am bayerischen Donauufer. Die Donauklinik versteht sich daher als „einziges Stadtkrankenhaus für die Neu-Ulmer und Ulmer“ (Landrat Erich Josef Geßner, 2014).

## Geschichte
Die heutige Donauklinik ist die Nachfolgeeinrichtung des 1887 gegründeten Städtischen Krankenhauses Neu-Ulm. Die Kapazitäten des Krankenhauses von anfangs nur 35 Betten wurden 1934/1935 auf 70 Betten, 1955 bis 1957 auf 116 Betten und 1973 auf 226 Betten erweitert. Ebenfalls im Jahre 1973 ging die Trägerschaft für das Krankenhaus von der Stadt auf den Landkreis Neu-Ulm über. Seit 1998 führt das Krankenhaus die heute geläufige Bezeichnung Donauklinik Neu-Ulm. 
Im Jahre 2000 übernahm die Hamburger Asklepios Kliniken GmbH das Krankenhaus, nachdem die Klinik zuvor drei Jahre lang von der Klinikgruppe Enzensberg im Rahmen eines Managementvertrags geleitet wurde. Bereits fünf Jahre später, zum 1. Januar 2005, wechselte die Klinik erneut den Betreiber, indem sie der kreiskommunalen Kreisspitalstiftung Weißenhorn zugestiftet wurde. Seitdem bildet sie gemeinsam mit der Stiftungsklinik Weißenhorn und der Illertalklinik Illertissen den Klinikverbund Kliniken der Kreisspitalstiftung Weißenhorn.
Im Jahr 2014 wurde die bis heute (Stand: 2016) letzte Erweiterung der Donauklinik eröffnet, das Bettenhaus Südwest, ein Rundbau mit viergeschossigem Verbindungsbau. In dem Neubau sind neben 66 Krankenbetten in Zwei- und Dreibettzimmern das Kliniklabor, die Funktionsabteilung Physikalische Therapie und die Klinikverwaltung untergebracht. Mit der Einweihung des neuen Bettenhauses wurde der letzte von insgesamt vier Bauabschnitten der seit 1988 andauernden, rund 68 Millionen Euro teuren Gesamtsanierung des Klinikgebäudes abgeschlossen.
In ihrem heutigen Ausbauzustand verfügt die Donauklinik über insgesamt 170 Betten in neun medizinischen Hauptabteilungen und belegärztlichen Abteilungen sowie weitere Funktionsabteilungen und Serviceeinrichtungen.

## Medizinische Abteilungen
- Abteilung Allgemein-, Viszeral- und Gefäßchirurgie (Viszeralchirurgie belegärztlich)
- Abteilung Frauenheilkunde und Geburtshilfe
- Abteilung Innere Medizin
- Abteilung Orthopädie, Unfall- und Wiederherstellungschirurgie
- Abteilung Anästhesie und Intensivmedizin
- Abteilung Radiologie
- Abteilung Hals-, Nasen- und Ohrenheilkunde (belegärztlich)
- Abteilung Ambulantes Operieren (Tagesklinik)
- Abteilung Plastische Chirurgie (belegärztlich)

Die medizinischen Abteilungen werden durch die Funktionsabteilungen Labor, physikalische Therapie und Sozialdienst ergänzt.